# Сорочинська Людмила Валентинівна
Людмила Валентинівна Сорочинська (7 липня 1960, Могилів-Подільський) — українська художниця. Працює у жанрах живопису, ткацтва та батики.

## Біографічна довідка
У 2006 році закінчила Вижницьке училище прикладного мистецтва (педагоги — В.І. Баричев, В.І. Жуковська, С.П. Фальк).
Член Вінницької обласної організації Національної спілки художників України з 2008 року.